# مورتشانو دي ليوكا
مورتشانو دي ليوكا (بالإيطالية: Morciano di Leuca)‏ هي بلدية في مقاطعة ليتشي في إقليم بوليا الإيطالي.

## السكان
في سنة 1861 بلغ عدد السكان 1٬560 نسمة، وتطور العدد ليصل في سنة 2011 لـ 3٬416 نسمة.
يظهر هذا المخطط البياني تطور النمو السكاني لـ مورتشانو دي ليوكا